# Emanuel Swedenborg

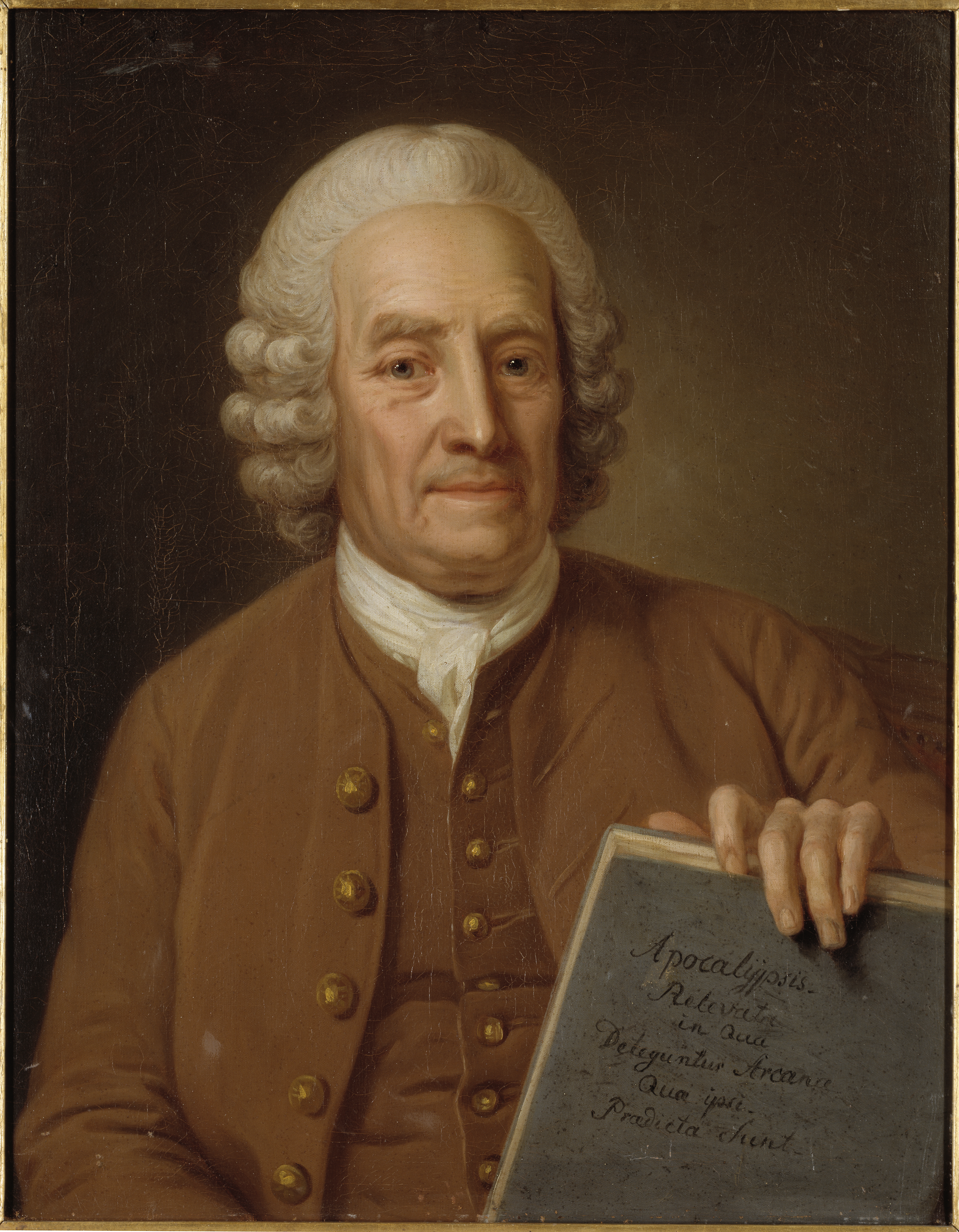
Emanuel Swedenborg (1688 - 1772)

Emanuel Swedenborg (n. 29 ianuarie/8 februarie 1688, Jakob and Johannes parish⁠(d), Suedia – d. 29 martie 1772, Londra, Regatul Marii Britanii) a fost om de știință, om politic, filosof și teosof suedez, inginer de mine, militar, astronom, medic, zoolog, anatomist, economist, teoretician literar și deputat. Supranumit de către Balzac „Buddha al Nordului”, Emanuel Swedenborg a fost una dintre cele mai misterioase și complexe personalități ale Scandinaviei.

## Biografie
Emanuel Swedenborg sau Svedberg era al treilea născut dintre cei nouă copii ai lui Jesper Swedberg și al Sarei Belim. La vârsta de opt ani și-a pierdut mama. Zece zile mai târziu, după moartea singurului frate mai mare (al doilea copil al soților Swedberg era o fată), Emanuel a devenit cel mai mare dintre copiii în viață. În 1697 tatăl său s-a căsătorit cu Sara Bergia care l-a iubit foarte mult pe Emanuel și i-a lăsat o moștenire semnificativă. Tatăl lui, cleric luteran, a devenit ulterior un episcop faimos și controversat a cărui dioceză a inclus bisericile suedeze din Pennsylvania și Londra.
La vârsta de 11 ani s-a înscris la Universitatea din Uppsala unde tatăl său preda și a studiat teologia, literatura, matematica și științele naturii. În 1709, la 21 de ani, devine doctor în filosofie.

## Om de știință și politician
În perioada 1710-1715 Emanuel Swedenborg a călătorit în Anglia, Olanda, Franța și Germania pentru a studia și a lucra împreună cu savanți de frunte ai Europei Occidentale din acele timpuri. În Londra Swedenborg a studiat opera lui Sir Isaac Newton, a lucrat cu astronomul John Flamsteed, și a investigat experimentele chimice ale lui Robert Boyle.
La întoarcere în Suedia în 1714, Swedenborg a studiat ca inginer sub ghidarea genialului inventator suedez Christoplier Polliem. Cariera sa ca om de știință s-a dovedit prodigioasă. A fondat prima revistă științifică suedeză, Daedalus Hyperboreus. La 30 de ani cunoștea 10 limbi străine, iar ulterior a învățat și ebraica și aramaica. Deși a fost logodit, nu s-a căsătorit niciodată.
Inventator prolific, Swedenborg a conceput, ca și Leonardo da Vinci, un vehicul destinat zborului, dotat cu aripi fixe și propulsat de o elice. A proiectat vehicule pentru navigația subacvatică, o mașină cu aburi, un model de ecluză și o pendulă cu apă destinată pentru a reprezenta mișcarea planetelor.
Câțiva ani mai târziu Regele Carol al XII-lea al Suediei i-a oferit o slujbă ca supervizor al industriei miniere suedeze între anii 1716 și 1747 și a început să publice ceea ce s-a dovedit a fi în cele din urmă o lucrare fundamentală în metalurgie, Opera philosophica et metallurgica (1734), considerată și astăzi de referință în domeniu. A fost acceptat ca membru al guvernului într-un cabinet cu reputație internațională în domeniul metalurgiei.
După moartea lui Carol al XII-lea, Emanuel a fost înnobilat de Regina Ulrika Eleonora, iar numele său de familie a fost schimbat în Swedenborg (sau Svedenborg). Această schimbare i-a conferit o poziție în Casa Nobiliară Suedeză unde a rămas ca participant activ la guvernarea Suediei întreaga sa viață.
Ca membru al Academiei Regale a Științelor Swedenborg s-a dedicat studiilor științifice și reflecțiilor filosofice. După 1734 el și-a direcționat studiile și lucrările asupra anatomiei în căutarea unei interfețe dintre suflet și corp, făcând câteva descoperiri semnificative în domeniul fiziologiei.

## În căutarea sufletului
Următoarea schimbare majoră în viața lui Swedenborg a intervenit imediat după moartea tatălui său când a început să-și folosească timpul liber „în căutarea sufletului”. A respectat cu strictețe sfatul tatălui său care îi fusese dat la terminarea studiilor universității din Uppsala: „Te rog din tot sufletul să-L iubești și să te temi de Dumnezeu dincolo de toate, pentru că fără această frică de Dumnezeu toate celelalte studii, întreaga învățătură nu contează și este într-adevăr dăunătoare.”
Swedenborg a ales să întreprindă un studiu al anatomiei umane. Rezultatul acestor studii au fost două volume substanțiale care includeau descoperiri semnificative cum ar fi localizarea anumitor funcții motorii în cortexul cerebral. Studiile sale asupra sistemului nervos și al creierului, l-au creditat pentru prima înțelegere precisă a importantei cortexului cerebral și a mișcării respiratorii a țesuturilor cerebrale. Oamenii de știință moderni au conchis că descoperirile lui Swedenborg au deschis drumul majorității conceptelor fundamentale din fiziologia nervilor și organelor de simț. El este de asemenea prețuit pentru explicațiile cu privire la funcțiile și importanța glandelor endocrine, în special glanda pituitară.

## Perioada revelațiilor divine
Între anii 1743 și 1745 Swedenborg a intrat într-o fază de tranziție care a avut drept rezultat o schimbare a preocupărilor sale centrale de la știință și filosofie la teologie.
În 1743, la vârsta de 55 de ani, aflându-se la Londra, are o revelație care îi schimbă radical cursul vieții. Dumnezeu i-a revelat misiunea pe care i-a încredințat-o, spunându-i: „Eu sunt Domnul, Creatorul și Eliberatorul; te-am ales pentru a face cunoscut oamenilor sensul spiritual al Sfintelor Scripturi. Îți voi dicta tot ceea ce va trebui să scrii.”
Din acel moment, Swedenborg a renunțat la științe și s-a consacrat descrierii lumii spirituale, unei vieți mistice creștine care i se dezvăluia progresiv și pe care a făcut-o cu măiestria pe care o dobândise grație educației sale religioase.
În 1744 Swedenborg a călătorit în Olanda, timp în care el a început să aibă o serie de vise revelatorii. Swedenborg purta cu el un jurnal de călătorie în care și-a descris experiențele avute în aceste vise. Jurnalul a fost descoperit în Biblioteca Regală, abia în 1850 și publicat în anul 1859 cu titlul Drömboken (Cartea de vise).
În 1747 el începe să învețe ebraica pentru a citi în original Biblia. Nu de puține ori a făcut dovada unor înzestrări excepționale – clarviziune și profeție. În 1759, aflându-se la Göteborg, a descris un incendiu ce avea loc la Stockholm, descriere confirmată ulterior cu exactitate. În 1762, aflându-se în stare de transă, a avut viziunea morții țarului Petru al III-lea al Rusiei. Reginei Ulrika i-a transmis un mesaj de la defunctul ei frate, Augustus Wilhelm.

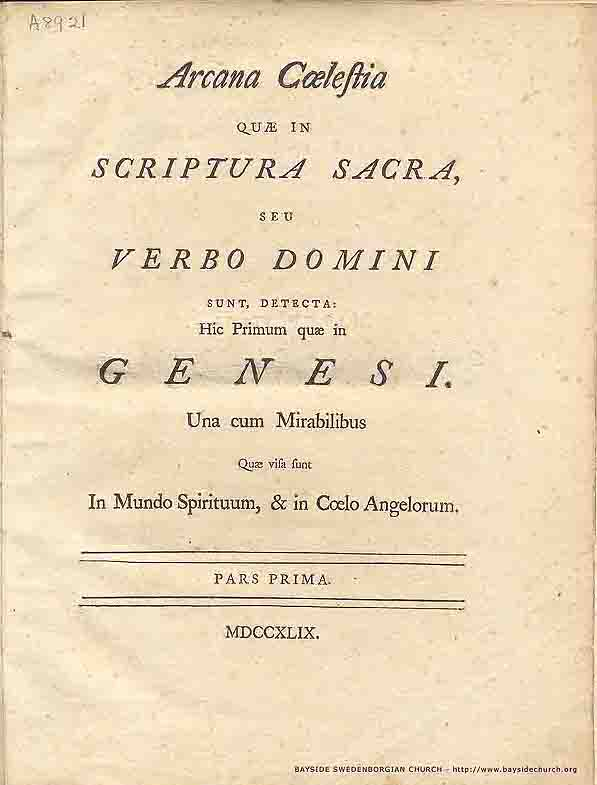
Arcana Caelestia 1749

Între anii 1749 și 1756 Swedenborg a publicat principala sa operă teologică Arcana Caelestia sau Heavenly Secrets (Secretele Cerului), al cărui titlu complet poate fi tradus ca Dezvăluirea Sensurilor Profunde Cerești din Sfânta Scriptură sau Cuvântul Domnului. Această lucrare ce cuprinde 10 volume cu un total de aproximativ 6000 de pagini, comentează fiecare vers și adesea fiecare cuvânt din Geneză și Exod, interpretându-le cu multiple nivele de semnificație referitoare la întreaga istorie a umanității, problemele și cursul pelerinajului spiritual al fiecărui individ și la nivelul cel mai profund, povestea interacțiunii dintre latura umană și cea divină a lui Iisus. 
Arcana Caelestia îl va inspira ulterior pe Immanuel Kant în lucrarea sa Visurile unui vizionar (titlul complet: Träume einer Geistsehers, erlautert durch Träume der Metaphysik - Visurile unui vizionar privite prin visurile metafizicii).
În această perioadă Swedenborg a scris opt volume explicând Apocalipsa (Apocalypse Revealed), alte lucrări intitulate Divine Providence (Providența Divină), Iubirea și înțelepciunea Divină și Cele Patru Doctrine - adică Dumnezeu, Sfânta Scriptură, Viața și Credința. 
Swedenborg și-a prezentat experiențele trăite în lumea de dincolo în volumul intitulat Heaven and its Wonders and Hell (Raiul și minunile sale și iadul).
În restul vieții el a susținut că această schimbare i-a fost adusă de Iisus Hristos care i-a apărut, l-a chemat către o nouă misiune și i-a deschis porțile percepției. Noul său nivel de conștiință îi permitea acum accesul simultan în această lume și în lumea de dincolo.
În 1768, la vârsta de 80 de ani, Swedenborg și-a început penultima călătorie în Franța și apoi în Anglia unde a scris ultima sa mare lucrare teologică, True Christian Religion (Adevărata Religie Creștină).
În 1770 la vârsta de 82 de ani, Swedenborg călătorește încă o dată la Amsterdam (locul în care au început visurile) și completează această monumentală operă.
În 1772 la vârsta de 84 de ani, Emanuel Swedenborg moare la Londra și este îngropat într-o biserică suedeză. La aniversarea a 140 de ani de la moartea sa, în 1913, osemintele lui sunt repatriate și este reînhumat în catedrala din Uppsala, lângă marele botanist suedez Carolus Linnaeus.

## Opera
Emanuel Swedenborg a considerat lucrările lui ca fiind revelatorii creștine, în special pentru că el nu le-a considerat teologie ci reinterpretare autentică, bazate pe experiențe personale. Swedenborg spunea: „Religia este legată de viață. Iar viața religiei înseamnă să faci bine.”
Aceste lucrări prezintă o teologie creștină cu o perspectivă unică asupra naturii lui Dumnezeu, a lumii spirituale, a Bibliei, a minții umane și a căii spre mântuire. El îl vede pe Hristos drept ipostaza materială a Divinității spirituale. Cărțile lui i-au influențat pe Goethe, Johann Kaspar Lavater și Carl Gustav Jung.

### Lucrări științifice
- 1720: Principles of Chemistry
- 1722: Miscellaneous Observations
- 1734: The Principia; The Infinite and Final Cause of Creation
- 1740-1741: The Economy of the Animate Kingdom
- 1741: The Fiber
- 1743: The Rational Psychology
- 1744-1745: The Animal Kingdom
- 1745: The Worship and Love of God

### Lucrări de teologie
- 1747-1756: Arcana Coelestia (Heavenly Secrets)
- 1747-1763: Spiritual Diary (Spiritual Experiences)
- 1758: Heaven and Hell; Earths in the Universe; The Last Judgement; The White Horse; The New Jerusalem and Its Heavenly Doctrine
- 1763: The Doctrine of the Lord; The Doctrine of the Sacred Scripture; The Doctrine of Life; The Doctrine of Faith; A Continuation Concerning the Last Judgement; Divine Love and Wisdom
- 1764: Divine Providence
- 1766: Apocalypse Revealed
- 1768: Conjugial Love (Marital Love)
- 1769: A Brief Exposition of the Doctrine of the New Church; Inter-relationship of the Soul and Body
- 1771: True Christian Religion

Scrierile lui au atras o serie de intelectuali de renume mondial cum ar fi William Blake, August Strindberg, Charles Baudelaire, Honoré de Balzac, William Butler Yeats, Carl Jung, Stephen King, Robert Frost, Helen Keller și teologii Henry James Sr. și Johnny Appleseed. Scrierile lui Swedenborg sunt considerate de adepți un al treilea testament al Bibliei.

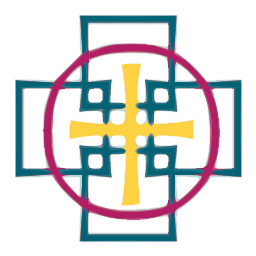
Biserica Nouă

După moartea sa, Robert Hindmarsch a fondat la Londra, în 1787 Biserica Swedenborgiană sau Biserica Nouă, a cărei doctrină era cunoașterea esenței supranaturalului, prin intermediul unei iluminări sau al unei anumite intuiții. Biserica Nouă reprezintă o biserică ai cărei adepți urmează învățăturile lui Emanuel Swedwnborg. Această biserică încă există în prezent în Suedia, Anglia, Germania, Cehia, Elveția, Noua Zeelandă și Statele Unite ale Americii.
Prima biserică swedenborgiană din America a fost organizată la Baltimore, în 1792. Botezul și euharistia sunt cele două taine ale bisericii, iar Ziua Bisericii Noi (19 iunie) este sărbătorită alături de celelalte sărbători creștine tradiționale. Există trei grupări ale Bisericii Noi: Conferința Generală a Biserici Noi, Convenția Generală a Noului Ierusalim din Statele Unite și Biserica Generală a Noului Ierusalim.